# L'Œuf
Pour les articles homonymes, voir Œuf.
Pour plus de détails, voir Fiche technique et Distribution.
L'Œuf est un film français de Jean Herman, sorti en 1972. Il s'agit d'une adaptation de la pièce de Félicien Marceau de 1957, L'Œuf.

## Synopsis
Emile Magis, petit employé de bureau terne et cynique, aimerait bien trouver une petite amie. Il va, à la suite d'une méprise, devenir l'amant d'une vieille fille, mademoiselle Duvant. En outre, de par un collègue de bureau qui lui laisse prendre sa suite, la pétillante Rose devient également sa maîtresse.
Gaston Berthoullet, un fonctionnaire, le prend en amitié et le fait entrer au ministère. Emile Magis épouse sa fille aînée Hortense, mais celle-ci se lasse vite de lui et prend pour amant le distingué Victor Dugommier. Magis, ayant découvert son infortune, échafaude un plan pour se débarrasser d'Hortense et de Victor.

## Fiche technique
- Titre : L'Œuf
- Réalisation : Jean Herman
- Scénario : Claude Berri, Jean Herman, Félicien Marceau d'après sa pièce.
- Images : Jean-Jacques Tarbès
- Musique : Gérard Calvi
- Décors : Jacques Dugied
- Producteur : Claude Berri
- Société de production : Columbia-Renn Production
- Genre : comédie
- Durée : 85 minutes
- Dates de sortie :
  - France : 8 mars 1972
  - Hongrie : 4 octobre 1973

## Distribution
- Guy Bedos : Emile Magis
- Marie Dubois : Hortense Berthoullet
- Michel Galabru : Gaston Berthoullet
- Jean Rochefort : Victor Dugommier
- Bernadette Lafont : Rose
- France Gabriel : Mme Berthoullet
- Lyne Chardonnet : Charlotte Berthoullet
- Catherine Hubeau : Lucie Berthoullet
- Georges Staquet : Eugène
- Renaud Mary : avocat général
- Maurice Risch : Gustave
- Bérangère Etcheverry : Justine Magis
- Denise Péron : mère Magis
- Sylvine Delannoy : Mlle Duvant
- Robert Vattier : M. Raffard
- Alexandre Rignault : oncle Emile
- Renée Gardés : tante Piccolette
- Annie Savarin : Mme Lavure
- Philippe Defrance : Henri
- Paul Temps : Dufiquet
- Liliane Gaudet : Mme Raffard
- Jean-Pierre Rambal : Lucien
- François Burgi : Georgette Blossard
- Jacques Ramade : employé de Dufiquet
- Paul Bisciglia : employé de Dufiquet
- Marc Lamole : employé de Dufiquet
- Lionel Vitrant : M. Lavure (non crédité)
- Sarah Sterling : prostituée (non créditée)
- Jacques Seiler : l'ancien mousse
- Sylvie Joly : la femme qui prend le bus
- Louise Chevalier
- Jacqueline Fontaine
- Aram Stéphan
- Jean Aron
- Jean Laugier
- Robert Deslandes
- Annick Berger
- Georges Adet
- Jeanne Hardeyn